# Темир-Корук
Темир-Корук (кирг. Темир-Корук) — село в Ноокатском районе Ошской области Кыргызстана. Входит в состав Джаны-Ноокатского айылного аймака.

## География
Село расположено в западной части области, на берегу канала Кыргыз-Ата, на расстоянии приблизительно 2 километров (по прямой) к юго-западу от города Ноокат, административного центра района. Абсолютная высота — 1519 метров над уровнем моря.

## Население
Согласно оценочным данным Национального статистического комитета Кыргызской Республики, численность населения села на начало 2023 года составляла 1420 человек.
| год     | 2009 | 2014 | 2015 | 2020 | 2021 | 2023 |
| ------- | ---- | ---- | ---- | ---- | ---- | ---- |
| человек | 781  | 2177 | 1164 | 1235 | 1334 | 1420 |